# Mount Newall
Mount Newall ist ein 1930 m hoher Berg im ostantarktischen Viktorialand. Er ragt am nordöstlichen Ausläufer der Asgard Range auf.
Entdeckt wurde er von Teilnehmern der Discovery-Expedition (1901–1904). Diese benannten den Berg nach dem britischen Astrophysiker Hugh Frank Newall (1857–1944) von der University of Cambridge, der bei der Beschaffung finanzieller Mittel für die Bereitstellung des Schiffs Morning zur Rettung der in der Umgebung des Basislagers vom Eis eingeschlossenen Expedition behilflich war.